# US de Gilly
US de Gilly was een Belgische voetbalclub uit Gilly. De club was aangesloten bij de KBVB met stamnummer 139 en had geel en blauw als kleuren. De club speelde in haar bestaan enkele seizoenen in de nationale reeksen, maar verdween in 1945.

## Geschiedenis
In 1909 werd Union Sportive de Gilly opgericht. Men sloot zich als voorlopig lid aan bij de Belgische Voetbalbond, tot men begin jaren 20 definitief volwaardig lid werd. US de Gilly ging er in de regionale reeksen spelen. Bij de invoering van de stamnummers in 1926 kreeg de club stamnummer 139 toegekend.
In 1930 promoveerde US de Gilly voor het eerst naar de nationale Bevorderingsreeksen, in die tijd het derde niveau. Men wist er zich te handhaven in de middenmoot, net als de daaropvolgende seizoenen. In 1934 behaalde de club er haar beste eindnotering met een derde plaats, weliswaar op zeven punten van reekswinnaar Racing FC Montegnée. De volgende seizoenen eindigde de club nog in de middenmoot, tot men in 1938 op een voorlaatste plaats strandde. Na acht seizoenen onafgebroken nationaal voetbal, degradeerde US de Gilly zo weer naar de lagere reeksen.
Toen in 1939 veel spelers werden gemobiliseerd voor de Tweede Wereldoorlog, ging de club op non-actief. Op het eind van de oorlog werd in 1944 de club heropgericht en men mocht verder spelen met stamnummer 139. De club werd bovendien koninklijk en de naam werd gewijzigd in Royal Gilly Sport. Na een seizoen staakte de club in 1945 echter definitief de activiteiten en stamnummer 139 werd geschrapt.
In 1947 richtten oud-leden een nieuwe club op in Gilly, FC Gilly, dat de geel-blauwe clubkleuren van de verdwenen club overnam. Die nieuwe club sloot in 1948 aan bij de Belgische Voetbalbond met stamnummer 4878 en ging er in de provinciale reeksen spelen.